# Jabučevo
Jabučevo (cyr. Јабучево) – wieś w Serbii, w okręgu toplickim, w mieście Prokuplje. W 2011 roku liczyła 10 mieszkańców.